# تایتان سمنت
تایتان سمنت (به یونانی: Titan Cement) شرکت مصالح ساختمانی یونانی است، که در زمینه تولید و عرضه سیمان، بتن و سنگدانه در ۱۳ کشور جهان، فعالیت می‌کند.
شرکت تایتان در سال ۱۹۰۲ تأسیس شد و هم‌اکنون دارای ۱۴ کارخانه تولید سیمان و ۱۳۷ سایت تولید بتن آماده است. دفتر مرکزی این شرکت در شهر آتن، یونان قرار دارد و بخشی از سهام آن در بازار بورس آتن معامله می‌شود.